# Терция (актриса)
Те́рция (лат. Tertia; умерла после 74 года до н. э.) — древнеримская актриса и танцовщица.

## Биография
Терция родилась на Сицилии, будучи дочерью некоего Исидора, местного танцора и актёра. Она получила известность в истории в качестве любовницы Гая Верреса, которой она стала после его назначения наместником Сицилии в конце 74 года до н. э.
Эта связь вызвала скандал и была поднята в суде во время коррупционного процесса против Гая Верреса, состоявшимся летом 70 года до н. э. Её предполагаемая высокая степень влиятельности и положения известны благодаря полностью дошедшим до нашего времени четырём речам Цицерона «Против Верреса» (лат. In Verrem). Веррес провоцировал тогдашнее римское общество с его моралью, открыто показываясь с Терцией на публике, позволяя ей выступать в роли хозяйки его дома во время публичных мероприятий и познакомив её с местными сановниками и знатью, что считалось тогда возмутительным из-за низкого социального статуса артистов сцены. Он также устроил брак между ней и одним из своих клиентов.
По слухам, именно Терция и куртизанка по имени Пиппа познакомили Верреса с другой, не менее известной, куртизанкой Хелидоной, которая якобы имела большое политическое влияние во время его пребывания на посту городского претора (лат. Praetor urbanus).